# هوندن (شنتو)
هوندن (本殿، « المبنى الرئيسي »)، ويسمى أيضًاشيندن (神殿) أو في بعض الأحيانشودن (昇殿)، كما هو الحال بالنسبة لمزار إيسيه، يعد المبنى الأكثر قداسة لمزار الشنتو، مصمم حصريًا لإله المبجل في الضريح، والذي يرمز إليه عمومًا بمرآة أو في بعض الأحيان بواسطة تمثال.

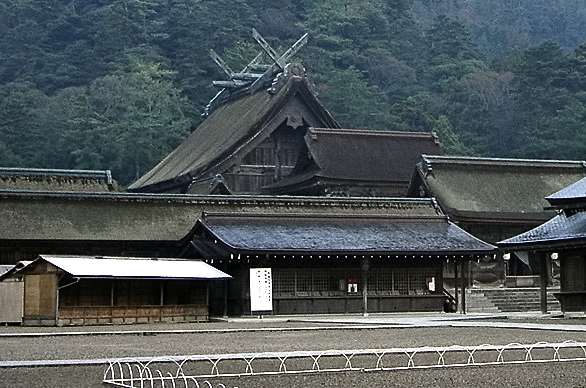
هوندن من معبد ازومو تايشا، مغلق أمام الجمهور.

يقع المبنى عادة في الجزء الخلفي من الحرم ومغلق لعامة الناس. أمامه عادة ما يكون الهايدن (拝殿)، أو المصلى. وغالبا ما يتصل الهايدن بالهوندن عن طريق الهايدين (幣殿) أو صالة القرابين.
يمثل الهوندن قلب المجمع الديني، ويرتبط ببقية الحرم ولكنه مرفوع عن البقية بشكل عام. ومحمي من وصول العامة إليه بواسطة سياج يسمى تاماغاكي. عادة ما يكون صغير نسبيا وذات سقف جملوني. يتم إغلاق أبوابه بشكل عام باستثناء الاحتفالات الدينية. كهنة الشنتو (كانُّوشي) أنفسهم لا يدخلون إلا لأداء الطقوس. وتشكل طقوس فتح هذه الأبواب في حد ذاتها جزءًا مهمًا من حياة الحرم.
يتم في داخله الاحتفاظ بالغو-شينتاي (御神体)، حرفيًا «الجسد المقدس للكامي»، وهو تمثيل رمزي للكامي أو آلهة الشنتو.
على الرغم من أهمية الهوندن ففي بعض الأحيان لا يكون، عندما يكون المزار على جبل مقدس مكرس له، أو عندما يكون في الأنحاء هيموروجي أو يوريشيرو اللذان يربطان صلة مباشرة معالكامي. فمعبد أوميوا-جينجا في نارا، على سبيل المثال، لا يحتوي على صور أو أشياء مقدسة، لأنه من المفترض أن يخدم الجبل الذي يقع عليه. لنفس السبب، لديه هايدن (拝殿، «غرفة العبادة »)، ولا يحتوي على هوندن.

## المذكرات والمراجع
- هذه المقالة مترجمة جزئيا أو كليا من مقالة  ويكيبيديا الإنجليزية معنونة (بالإنجليزية) «Honden» (طالع قائمة المشاركين في التحرير)

1. ↑  (بالإنجليزية) Shinden, www.britannica.com (consulté le 5 juin 2019). نسخة محفوظة 5 يونيو 2019 على موقع واي باك مشين.
2. 1 2 3  (بالإنجليزية) Mori، Mizue (2005-06-02). "Honden". Encyclopedia of Shinto. Kokugakuin University. مؤرشف من الأصل في 2017-12-05. اطلع عليه بتاريخ 5 juin 2019. {{استشهاد ويب}}: تحقق من التاريخ في: |تاريخ الوصول= (مساعدة).
3. ↑  (بالإنجليزية) "Heiden". JAANUS. مؤرشف من الأصل في 2017-08-25. اطلع عليه بتاريخ 5 juin 2019. {{استشهاد ويب}}: تحقق من التاريخ في: |تاريخ الوصول= (مساعدة).
4. ↑  (بالإنجليزية) "Honden". JAANUS. مؤرشف من الأصل في 2019-07-12. اطلع عليه بتاريخ 5 juin 2019. {{استشهاد ويب}}: تحقق من التاريخ في: |تاريخ الوصول= (مساعدة).
5. ↑  (بالإنجليزية) The Fox and the Jewel: Shared and Private Meanings in Contemporary Japanese Inari Worship. University of Hawaii Press. 1999. ISBN:0-8248-2102-5. OCLC:231775156..
6. ↑  (بالإنجليزية) « The History of Miwa-myojin », oomiwa.or.jp (consulté le 5 juin 2019). نسخة محفوظة 3 أغسطس 2019 على موقع واي باك مشين.
7. ↑  (بالإنجليزية) "The Birth of the Japanese Nation". Japanese Buddhism: A Cultural History. First Edition. 2000. ص. 21. ISBN:4-333-01684-3. {{استشهاد بكتاب}}: الوسيط |الأول= يفتقد |الأخير= (مساعدة).